# Прокоптодоны
Прокоптодоны, или гигантские короткомордые кенгуру (лат. Procoptodon, от др.-греч. προκόπτω «идти вперёд, продвигаться» и ὀδούς «зуб»), — род гигантских кенгуру, живших в Австралии в эпоху плейстоцена.
Прокоптодоны принадлежали к так называемой австралийской мегафауне, а один из видов, Procoptodon goliah, открытый знаменитым палеонтологом Ричардом Оуэном в 1845 году, был самым большим и крепко сложенным из всех кенгуру, когда-либо обитавших на нашей планете. Рост прокоптодона составлял 2—3 метра, а вес его палеонтологи оценивают в 232 килограмма. Остальные же виды прокоптодонов значительно уступали ему в размерах (к примеру, Procoptodon gilli, открытый палеонтологом Меррилеесом в 1968 году, был ростом всего лишь 1 метр и являлся самым маленьким кенгуру из подсемейства Sthenurinae). Это — парафилетический род, произошедший от вымершего рода Simosthenurus.

## Описание
Прокоптодон имел морду уплощённой формы со смотрящими вперёд глазами. На его ступнях было по одному большому, длинному и широкому 4-му пальцу, заменявшему копыто у копытных животных и позволявшему прокоптодону сохранять равновесие при движении прыжками вперёд на задних ногах, в то же время ограничивая его боковое маневрирование. Это отличает их от современных видов кенгуру, у которых 2 опорных пальца (4-й и 5-й) на задних конечностях. Передние конечности прокоптодона также были устроены весьма странным образом: каждая лапа имела по два удлинённых пальца с большими когтями, возможно, служившими для того, чтобы срывать с ветвей листья, которыми они питались. Столь крепкий череп и короткая морда, вероятно, свидетельствуют об усиленных жевательных мышцах, служивших для того, чтобы перемалывать жёсткую кустарниковую склерофитную растительность.

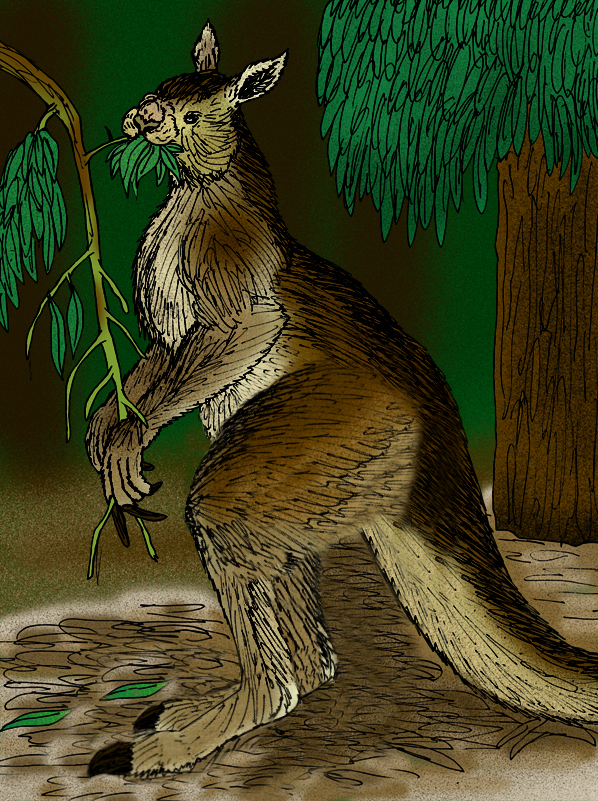
Реконструкция художника

## Образ жизни
Скорее всего, прокоптодоны, как и современные кенгуру, передвигались прыжками. Также длинные передние и мощные задние лапы, вооружённые когтями, служили им, вероятно, для самозащиты. Обитал в засушливых районах центральной Австралии. Что же касается рациона, то прокоптодон был растительноядным животным: питался жёсткой растительностью, росшей на пустынных равнинах, где он обитал, листьями ксерофитных кустарников и низкорослых деревьев, подобных тем, что и сейчас распространены в пустынях Австралии.

## Время обитания
Этот род существовал на нашей планете вплоть до своего вымирания 40 000 лет назад, хотя есть неподтверждённые находки, говорящие о том, что эти гиганты могли просуществовать до 15 000 лет назад. Среди палеонтологов существует предположение о том, что их вымирание связано, в основном, с охотой на них первобытных людей, заселивших Австралию около 55 — 45 тыс. лет назад, а также с климатическими изменениями, и то и другое, однако, пока остаются оспариваемыми утверждениями. По строению зубов и челюстей, предполагают, что прокоптодоны были хорошо приспособлены к жизни в засушливом климате, подобном современным пустыням Австралии. В легендах австралийских аборигенов Нового Южного Уэльса сохранились упоминания о когда-то существовавшем гигантском «длинноруком» кенгуру, который иногда нападал на аборигенов. На юге и в центральной Австралии найдены многочисленные окаменелости прокоптодонов. В 2002 году в ходе раскопок на равнине Наларбор обнаружены несколько полных ископаемых скелетов самого крупного вида, Procoptodon goliah, выставленные в австралийских музеях. Исследования окаменелостей показали, что во времена своего процветания в позднем плейстоцене, прокоптодоны были даже многочисленнее, чем дожившие до наших дней рыжие кенгуру.

## В популярной культуре
Procoptodon goliah появился в одном из эпизодов научно-популярного фильма Discovery Channel 2010 года «Гигантские чудовища» (англ. Mega Beasts) под названием «Гигантский потрошитель». Главным героем этого эпизода была мегалания, а прокоптодон — её основной добычей, причём не способной спастись даже при всей своей способности отбиваться от врагов задними лапами.